# بکش (استان)
بِکِش (به مجاری: Békés megye) یکی از استان‌های مجارستان است و ۵٬۶۲۹٫۷۱ کیلومترمربع مساحت و ۳۵۹٬۹۴۸ نفر جمعیت دارد.

## نگارخانه

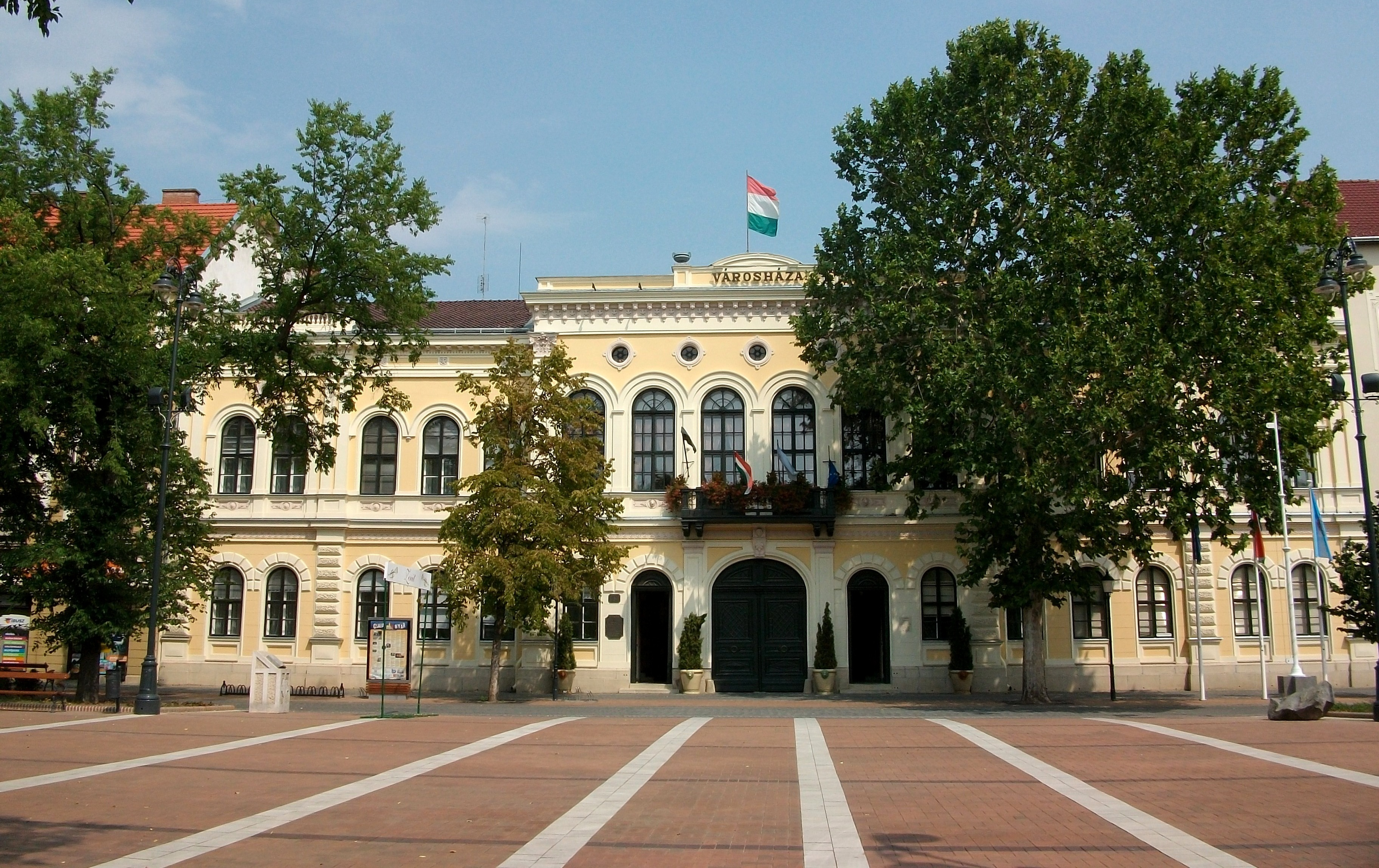
بِکِش‌چابا
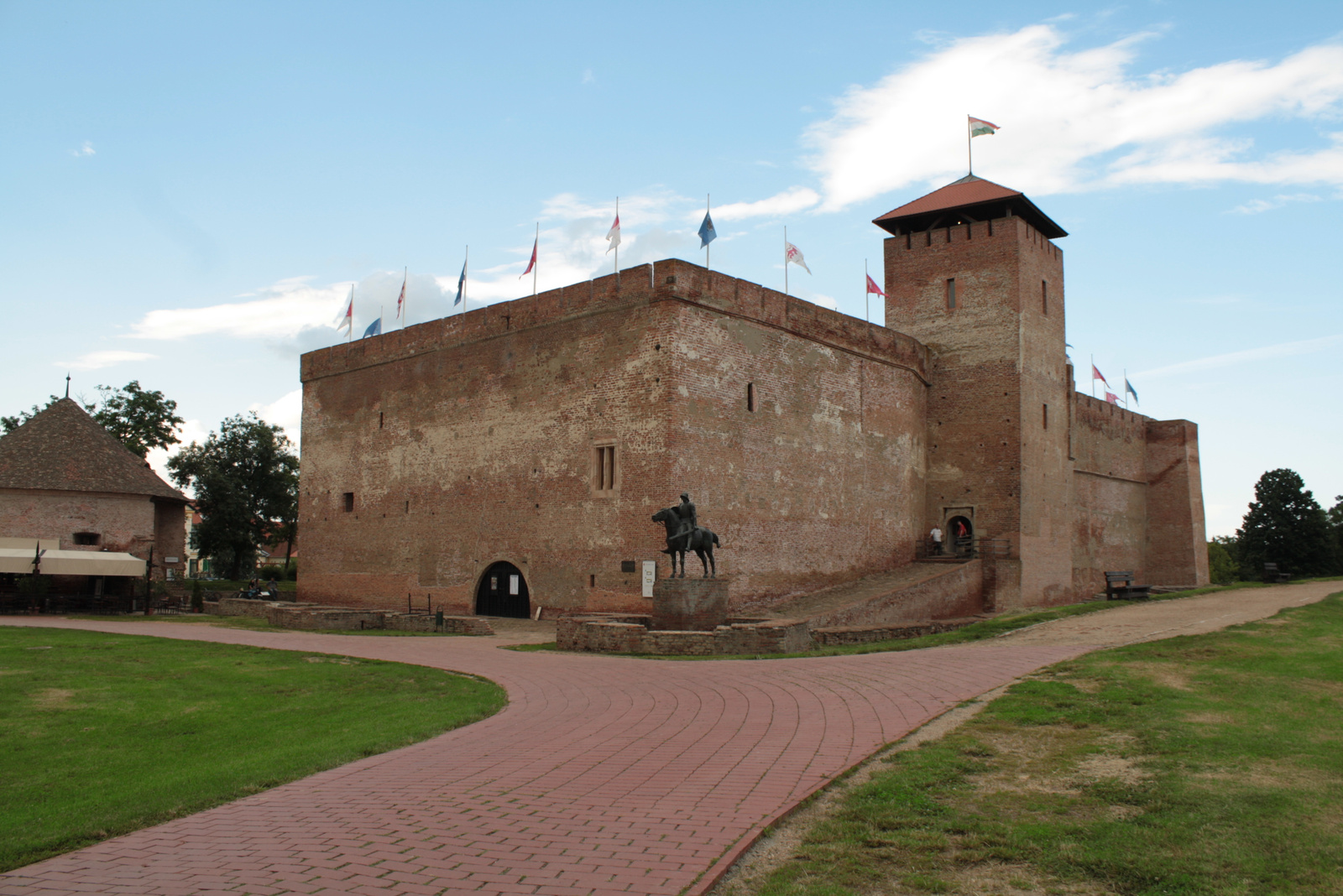
دْیولا
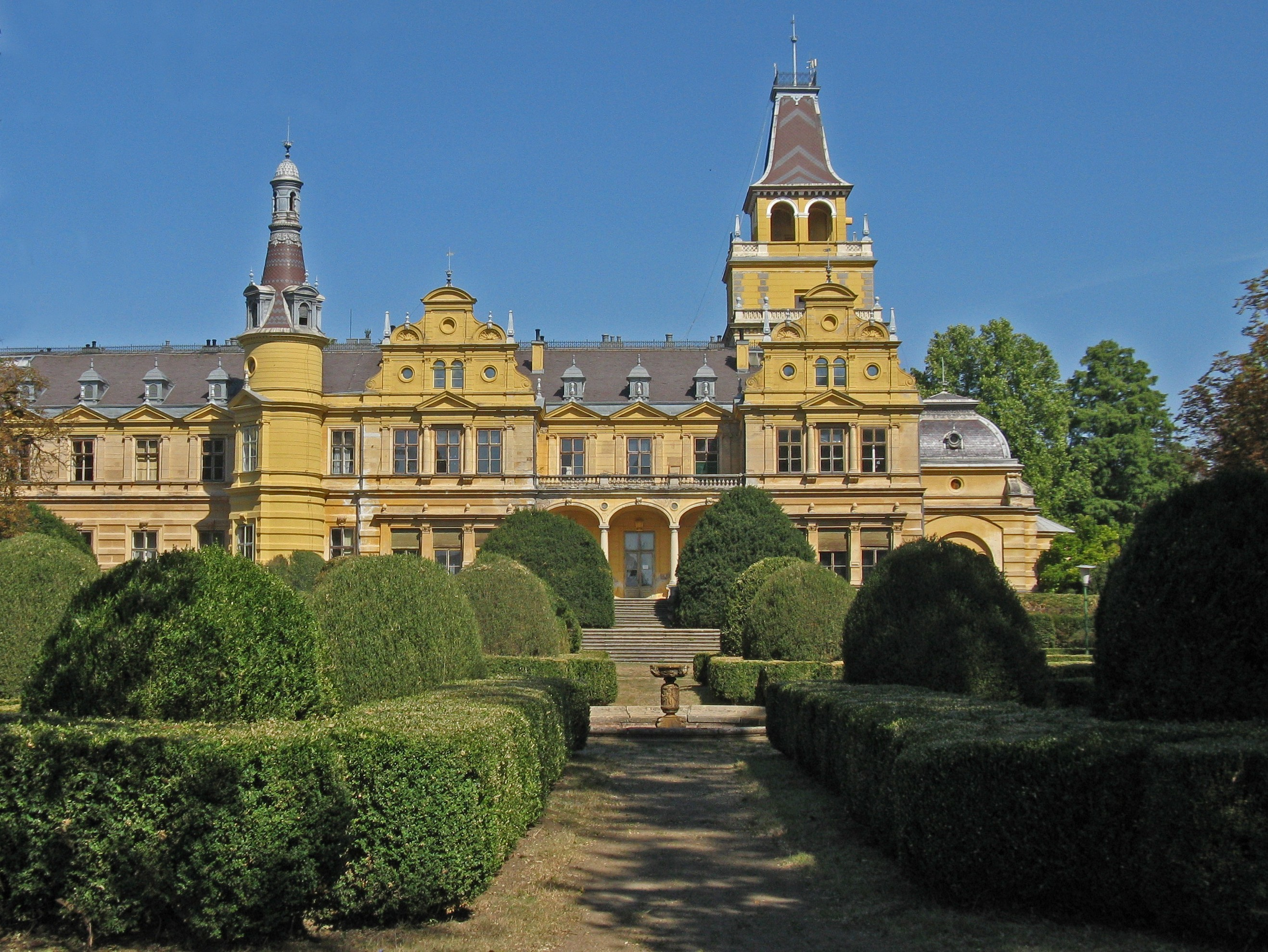
سابادکیدیوش
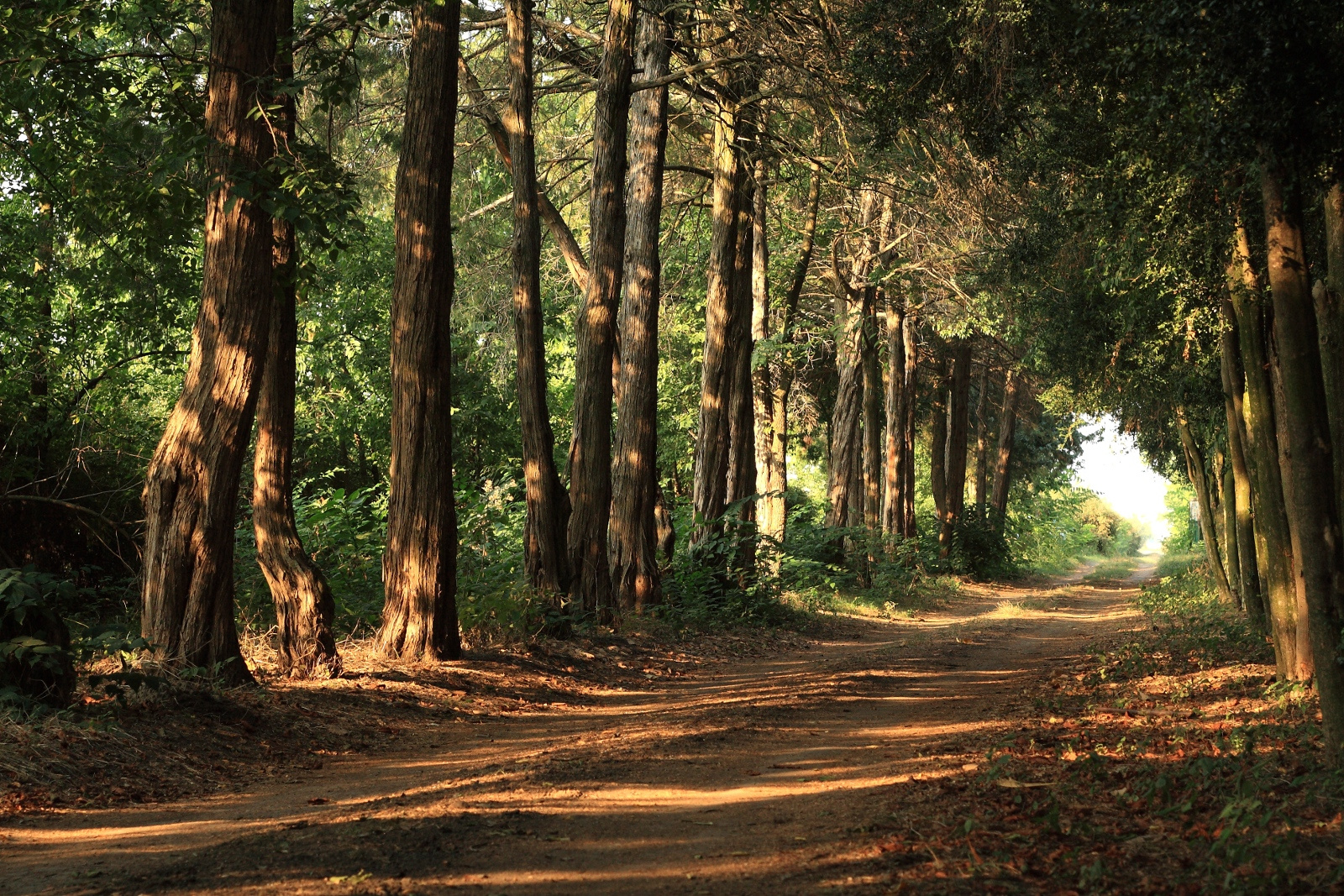
کوندوروش
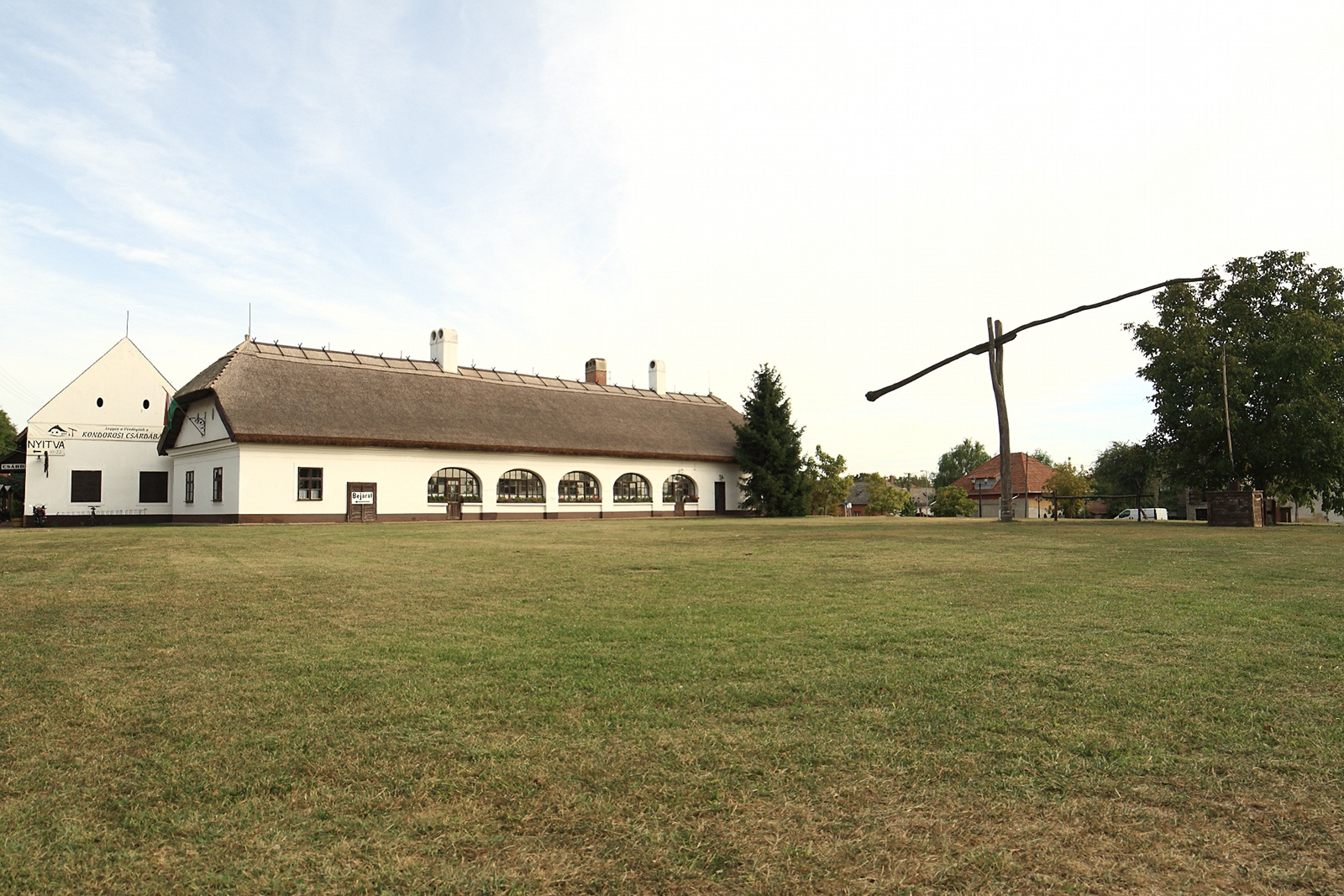
چاردای کوندوروش